# Parroquial suevo

El reino suevo en los s. V-VI.

El parroquial suevo, también conocido como división de Teodomiro (en latín Parrochiale suevum, Parochiale suevorum o Divisio Theodomiri), es un documento redactado en la segunda mitad del siglo VI en el que se recoge la organización administrativa eclesiástica del reino suevo.

## Contenido
El texto comienza con un preámbulo en el que se reproduce una carta dirigida por el rey Teodomiro a los obispos reunidos en el concilio de Lugo del año 569, en la que expone la necesidad de reorganizar la iglesia sueva, creando nuevas diócesis y elevando la de Lugo a metropolitana; a continuación contiene una relación de las 13 diócesis existentes en Gallaecia en aquella época (Braga, Oporto, Lamego, Coímbra, Viseu, Dumio, Egitania, Lugo, Orense, Astorga, Iria, Tuy y Britonia) y de las parroquias y pagi pertenecientes a ellas, hasta un total de 120 núcleos de población. 
Fue transmitido hasta nuestros tiempos de dos maneras: aisladamente e incorporado al Corpus Pelagianum redactado en el siglo XII por el obispo de Oviedo Pelayo. Generalmente se acepta que el documento es auténtico, aunque algunos autores modernos han apuntado que el preámbulo podría haber sido añadido en el s. VII, o que Pelayo alteró su contenido para favorecer la independencia de su sede en la reorganización episcopal habida en su tiempo; otros situaron el concilio de Lugo en Braga, o pusieron en duda que hubiera tenido lugar realmente. De cualquier manera, el parroquial constituye una de las referencias historiográficas más importantes para la localización de asentamientos suevos en la época post romana, sin equivalente en ninguna otra provincia eclesiástica.